# UFC Fight Night: Till vs. Masvidal
UFC Fight Night: Till vs. Masvidal（ユーエフシー・ファイトナイト：ティル・バーサス・マスヴィダル、別名UFC Fight Night 147、UFC on ESPN+ 5）は、アメリカ合衆国の総合格闘技団体「UFC」の大会の一つ。2019年3月16日、イングランド・ロンドンのO2アリーナで開催された。

## 大会概要
本大会ではダレン・ティルとホルヘ・マスヴィダルによるウェルター級戦が組まれた。

## 試合結果

### プレリミナリーカード
第1試合 フェザー級 5分3R
○  マイク・グランディ vs.  ナド・ナリマニ ×
2R 4:42 TKO（パンチ連打）
第2試合 女子フライ級 5分3R
○  モリー・マッキャン vs.  プリシラ・カショエイラ ×
3R終了 判定3-0（29-28、29-28、29-28）
第3試合 フェザー級 5分3R
○  ダン・イゲ vs.  ダニー・ヘンリー ×
1R 1:17 リアネイキドチョーク
第4試合 ライトヘビー級 5分3R
○  サパルベク・サファロフ vs.  ニコラエ・ネグメレアヌ ×
3R終了 判定3-0（29-26、29-26、29-27）
第5試合 ライト級 5分3R
○  マルク・ディアケイジー vs.  ジョセフ・ダフィー ×
3R終了 判定3-0（30-27、30-27、30-27）
第6試合 フェザー級 5分3R
○  アーノルド・アレン vs.  ジョーダン・リナルディ ×
3R終了 判定3-0（30-26、30-27、29-28）

### メインカード
第7試合 85.3kg契約 5分3R
○  ジャック・マーシュマン vs.  ジョン・フィリップス ×
3R終了 判定2-1（28-29、29-28、29-28）
※マーシュマンの体重超過によりミドル級から変更。
第8試合 ウェルター級 5分3R
○  クラウディオ・シウバ vs.  ダニー・ロバーツ ×
3R 3:37 腕ひしぎ十字固め
第9試合 バンタム級 5分3R
○  ナサニエル・ウッド vs.  ホセ・キノネス ×
2R 2:46 リアネイキドチョーク
第10試合 ライトヘビー級 5分3R
○  ドミニク・レイエス vs.  ヴォルカン・オーズデミア ×
3R終了 判定2-1（28-29、29-28、29-28）
第11試合 ウェルター級 5分3R
○  レオン・エドワーズ vs.  グンナー・ネルソン ×
3R終了 判定2-1（29-27、29-28、28-29）
第12試合 ウェルター級 5分5R
○  ホルヘ・マスヴィダル vs.  ダレン・ティル ×
2R 3:05 KO（左フック）

### 各賞
ファイト・オブ・ザ・ナイト： ホルヘ・マスヴィダル vs. ダレン・ティル
パフォーマンス・オブ・ザ・ナイト： ホルヘ・マスヴィダル、ダン・イゲ
各選手にはボーナスとして5万ドルが授与された。

### カード変更
負傷などによるカードの変更は以下の通り。